# Cementiri Nou (Poboleda)
El Cementiri Nou és una obra de Poboleda (Priorat) protegida com a Bé Cultural d'Interès Local.

## Descripció
El cementiri és un espai de forma rectangular amb un eix de simetria central. En una de les cares de l'espai interior, orientada cap a l'est, hi ha la galeria de nínxols, de dos pisos d'alçada, i al centre s'obre la capella. Les altres parets són murs baixos que tanquen el conjunt on hi ha les lapides de forma endreçada i xiprers.